# Bränsletemperaturkoefficient
Bränsletemperaturkoefficient (engelska: Fuel temperature coefficient of reactivity) är förändringen i reaktiviteten av kärnbränsle per grad förändring i bränsletemperaturen. Koefficienten kvantifierar mängden neutroner som kärnbränslet (uran-238) absorberar från fissionsprocessen som ökar bränsletemperaturen. Det är ett mått på stabiliteten av reaktoroperationer. Denna koefficient är också känd som dopplerkoefficient.